# Superwoman
Superwoman  (en español: Supermujer) es el nombre de varios personajes ficticios de DC Comics. La mayoría de ellos son, como Supergirl, mujeres con poderes similares a los de Superman. El nombre fue registrado por Detective Comics, Inc. para evitar que los competidores lo usen. Como era la práctica, se creó una publicación producida únicamente con fines legales con el título de Superwoman. La portada fue una reproducción de More Fun Comics, con el interior una reimpresión del tercer número. La primera aparición real de Superwoman fue en Action Comics.

## Historia

### Lois Lane
La primera aparición del nombre "Superwoman" fue en Action Comics N°60 (mayo de 1943). En la historia de ese número, Lane sueña que obtiene poderes luego de que obtuviera una transfusión de sangre (concretamente la de Superman) comenzando así su carrera como Superwoman.
El tópico sería revivido en 1947 en Superman N°45 (marzo-abril de 1947), en una historia titulada "¡Lois Lane, Superwoman!". En esta historia, un par de magos falsos "hechiza" a Lois Lane, haciéndole creer que tiene superpoderes. Superman forsozamente le sigue la corriente usando su supervelocidad para intervenir en las "hazañas" de Lane. Ella usa brevemente un traje inspirado en el de Superman hasta que el hechizo se "rompe". En Action Comics Nº156, Lois sí obtiene superpoderes, esta vez gracias a una de las invenciones de Lex Luthor.
Historias posteriores mostrarían esporádicamente a Lois Lane obteniendo poderes de forma temporal y tomando el nombre "Superwoman".

### Luma Lynai
Su primera aparición fue en Action Comics Nº289 (junio de 1962). En un intento de encontrar una pareja para Superman, Supergirl utiliza una computadora de la Fortaleza de la Soledad y descubre a una mujer con superpoderes del distante planeta Staryl llamada Luma Lynai. Al obtener Superman sus poderes de un sol amarillo y Luma, de uno rojo, ella se enferma gravemente. Luma, entendiendo que la Tierra necesita a Superman, le pide que se vaya.

### (Alexandra) Sindicato del Crimen

#### Tierra-3
La tercera Superwoman fue creada en 1964. Es una contrapartida malvada de la Mujer Maravilla de un universo paralelo conocido como Tierra-3. Superwoman, al igual que la Mujer Maravilla, era una amazona y poseía poderes similares a los suyos: superfuerza y vuelo, así como un lazo mágico.
La versión pre-Crisis de Superwoman fue asesinada por el Antimonitor durante los eventos narrados en Crisis on Infinite Earths mientras trataba de salvar Tierra-3 de ser destruida por una ola de antimateria.

#### Tierra Antimateria
En la continuida Post-Crisis, Superwoman (y el resto del Sindicato del Crimen) proviene de un mundo paralelo similar a la tierra pero localizado en el universo antimateria (también hogar del planeta Qward).

#### Tierra-3
En 52 Semana 52, se muestra una recreación de Tierra-3 como parte del nuevo Multiverso. En esta interpretación, existen personajes que son versiones alternas de miembros de la Sociedad de la Justicia original, incluyendo a la Mujer Maravilla. En Countdown to Final Crisis, se la identifica como la Superwoman del Sindicato del Crimen, en un mundo alternativo que es una versión inversa de Tierra-2. Basándose en lo dicho por Grant Morrison, este universo alternativo no es la Tierra-3 Pre-Crisis, haciendo que este personaje no tenga relación alguna con las anteriores versiones. Morrison también sugirió que la Tierra-3 y las Superwoman Antimateria existen luego de 52.
Como la Superwoman del Universo Antimateria, ella es la contraparte tanto de Lois Lane como de la Mujer Maravilla, a pesar de poseer habilidades kryptonianos como visión de calor. En Countdown, ella es reclutada para el ejército de Monarch y pierde sus ojos a manos del Red Robin (Tim Drake) de la Nueva Tierra, quien posiblemente podría haber usado kryptonita para atacarla.

#### New 52
En el reboot del New 52, forma parte Sindicato del Crimen conquistando la Tierra Principal en el evento Forever Evil. No sabe mucho de su historia pero es una Lois Lane malvada que está embarazada jugando con la relación de Ultraman y Owlman pero se descubre que era de Masham, el Alexander Luthor de su mundo.

### La Superwoman de Mxyzptlk
En Superman Nº349, se calva y sin pelo  regresando de una misión interestelar y descubriendo que todos los seres en la Tierra se han convertido en el sexo opuesto. Entre ellos están Penny White (versión femenina de Perry White), Jenny Olsen (versión femenina de Jimmy Olsen), Louis Lane (versión masculina de Lois Lane), el Guerrero Maravilla (versión masculina de la Mujer Maravilla), Batwoman (versión femenina de Batman) y Superwoman (la contraparte femenina de Superman). 
Poco después de su llegada, Superman descubre que no está en un universo paralelo sino que el villano Mister Mxyzptlk ha transformado totalmente a la Tierra. Luego de usar el lazo mágico del Guerrero Maravilla, para obligar a Mxyzptlk a decir su nombre al revés, la Tierra vuelve a la normalidad. Luego de regresar a su identidad de Clark Kent, éste descubre que aún existe un Louis Lane, aunque resulta ser el primo de Lois Lane.

### Laurel Kent
Una nueva Superwoman llamada "Laurel", aparentemente una versión femenina de Superman proveniente de una Tierra paralela (ahora identificada como Tierra-11), hizo su primera aparición en Superman/Batman Nº24 (noviembre de 2005). En la continuidad Pre-Crisis, "Laurel Kent" era el nombre usado por una descendiente del siglo 30 de Superman quien ocasionalmente hacía apariciones junto con la Legión de Super-Héroes. Luego de la Crisis, fue reemplazada por Laurel Gand.
En Countdown Presents: The Search for Ray Palmer: Superwoman/Batwoman N.º 1, se presenta a Tierra-11 como parte del nuevo Multiverso DC.

### Kristin Wells
Kristin Wells hizo su primera en la novela Miracle Monday, escrita por Elliot S. Maggin, siendo introducida tiempo después al Universo DC. 
Wells es una descendiente del siglo 29 de Jimmy Olsen. Interesada en descubrir la identidad de Superwoman, viaja al pasado. Gracias a este viaje, Wells consigue superpoderes y pronto deduce que ella misma sería Superwoman.

### Dana Dearden
Dana Dearden es una obsesionada fanática de Superman. Tal fanatismo la llevó a tener citas con Jimmy Olsen para poder acercarse a Superman, cuando eso no funcionó ella robó artefactos místicos los cuales le concedían la fuerza de Hércules, la velocidad (y la habilidad para volar) de Hermes, los rayos de Zeus y la vista de Heimdall. Desde ese momento comenzó a llamarse Superwoman. Dearden desapareció tratando de rescatar a los pasajeros de un barco. Cuando Superman fue dividido en sus formas Roja y Azul, Superwoman regresó esperando que alguno de los Supermanes se enamorara de ella. Maxima interviene y usa su telepatía para convencerla de que destruiría a Superman con su amor. La ilusión telepática desapareció y Dearden volvió a acosar a Superman, esta vez alegando que ella era su esposa. Ella murió tratando de protegerlo de demonios, sabiendo que él es vulnerable a la magia.

### Lucy Lane
Lucy Lane hizo su primera aparición como Superwoman en Supergirl (Vol. 5) Nº35 (enero de 2009). Su traje es similar al de la Superwoman de la Edad de Bronce, Kristin Wells. Éste contiene un campo de contención que permite simular poderes kryptonianos. Lucy fue chantajeada por su padre, el General Sam Lane, para que realizara diversos actos de maldad tales como matar al Agente Libertad, quien espiaba a Sam Lane y a Lex Luthor. Durante su pelea con Reactron se descubre que Lucy no es kryptoniana, al no ser afectada por la kryptonita dorada. Supergirl desenmascara a Superwoman y accidentalmente la mata rompiendo el campo de contención de su traje Tiempo después, Lucy revive ya que el traje "roba" la vida de otra persona. Es revelado que este traje es una creación mágica de Mirabai de los Forlorn, aliado de Sam Lane, quien místicamente lo infundo con habilidades genéticas de varias razas
alienígenas. Cuando Supergirl lo rompe, Lucy Lane es alterada permanentemente, obteniendo habilidades kryptonianas.

### Lana Lang
La primera aparición de Superwoman (Lana Lang) fue el 10 de agosto de 2016 en Superwoman (Vol. 1) N.º 1, perteneciente al evento DC Rebirth. Tras la muerte de Superman-New 52, Lana y Lois adquirieron los poderes de Clark. Mientras Lois obtuvo los poderes clásicos de Superman, mientras Lana adquirió la capacidad de captar energía solar y transformarla en cualquier forma de energía. Tras el asesinato de Lois Lane a manos de un clon bizarro de la Superwoman de Tierra-3, Lana es la única Superwoman viva, aunque sus poderes la están matando lentamente, eso no le impide enfrentarse a Ultrawoman (Lena Luthor) en su intento por apoderarse de Metrópolis.

## Otras versiones
Varias historias, pre y post-Crisis, muestran posibles futuros en los que las varias encarnaciones de Supergirl cambian su nombre a Superwoman, una vez alcanzada la adultez. 
En Superman Family N°200, las historias ocurren entre 1999 y 2000 (se menciona la "llegada de un nuevo siglo") y los personajes han envejecido considerablemnte, incluyendo a Linda Danvers quien divide su tiempo entre ser Superwoman y la gobernadora de Florida.
Otras historias muestran a las descendientes de Superman tomando el nombre "Superwoman", como su hija Kara y su bisnieta Lara en la serie Elseworlds titulada Superman & Batman: Generations.

## Apariciones en otros medios

### Televisión
- Una versión de Lois Lane como Superwoman apareció en Lois y Clark: las nuevas aventuras de Superman en el episodio de la tercera temporada "Ultra Woman" interpretada por Teri Hatcher.[17] Superman perdió sus poderes cuando un rayo láser rojo de Kryptonita lo golpeó y transfirió sus poderes a Lois. Ambos no se dieron cuenta de la transferencia hasta que Lois derribó una puerta de hierro con sus propias manos. Martha Kent le hizo un disfraz y Clark le presenta Metrópolis como Ultra Woman.
- Dos versiones de Superwoman aparecieron en la serie de televisión Smallville. En la octava temporada, Lana Lang gana superpoderes. En el episodio de la temporada diez "Prophecy", Jor-El le dio a Lois todas las habilidades kryptonianas de Clark durante 24 horas.
- En el webisodio 13 de la serie animada Justice League Action aparece Superwoman como una transformación de Clark Kent como efecto secundario de la kryptonita rosa.
- Una variación inspirada en Bizarro de Lana Lang/Superwoman aparece en Superman & Lois, interpretada por Emmanuelle Chriqui. Esta versión proviene de Mundo Bizarro.

### Películas
- La versión de Superwoman de Sindicato del Crimen aparece en Justice League: Crisis on Two Earths con la voz de Gina Torres. Como la mayoría de las versiones de la contraparte del Sindicato del Crimen de la Mujer Maravilla, Superwoman y la Mujer Maravilla se convirtieron en rivales y la Princesa del Amazonas superó fácilmente a su contraparte malvada en combate durante la batalla final. Como en JLA: Earth 2, Superwoman tiene una relación con Owlman y colabora con él en su plan para destruir el multiverso. Sin embargo, ella también se enamora de Batman, quien rechaza sus avances. No hay mención de que ella tenga una relación con Ultraman. Superwoman es arrestada después de la Liga de la Justicia y el Cuerpo de Marines de los Estados Unidos liderado por el presidente Slade Wilson, la derrota a ella y al resto del sindicato. Esta versión de Superwoman está asociada no con las amazonas sino con la antimateria de la familia "Shazam", como lo indica la presencia de una malvada "Super Familia" con análogos del Capitán Marvel, el Teniente Marvel y el Tío Marvel. Una versión alternativa de Mary apareció en una página de computadora de los miembros menores del Sindicato. Aunque inicialmente no tenía nombre en la película, el diseñador Jerome K. Moore la identificó como Mary Mayhem.[18]
- La versión Lois Lane de Superwoman aparece en la película animada All-Star Superman, con la voz de Christina Hendricks.
- Una versión de Superwoman del Sindicato del Crimen aparece en la película Justice League: Crisis on Infinite Earths, estrenada en 2024, con la voz de Stana Katić.

### Videojuegos
- La versión de Superwoman de Sindicato del Crimen aparece como uno de los antagonistas centrales de Lego DC Super-Villains, expresada nuevamente por Gina Torres.[19] Ella y el sindicato del crimen se hacen pasar por el Sindicato de Justicia en el momento en que desaparece la Liga de la Justicia inspirado en la historia de Forever Evil.